# Доломановский сквер
Доломановский сквер — сквер в Ленинском районе Ростова-на-Дону, в исторической области микрорайона Новое Поселение, на одноимённом переулке.

## Название
Название сквера происходит от Доломановского переулка, который, в свою очередь, получил название от Доломановского форштадта (или Доломановки) — поселения вблизи крепости, которая в будущем станет городом Ростовом-на-Дону. Само слово «доломан» — венгерского происхождения, означает часть военной униформы — гусарского мундира. Употреблялось и в турецком языке, а из него появилось у Донских казаков и в России.

## Расположение
Расположен между улицей Текучёва и улицей Нефёдова, вдоль Доломановского переулка.

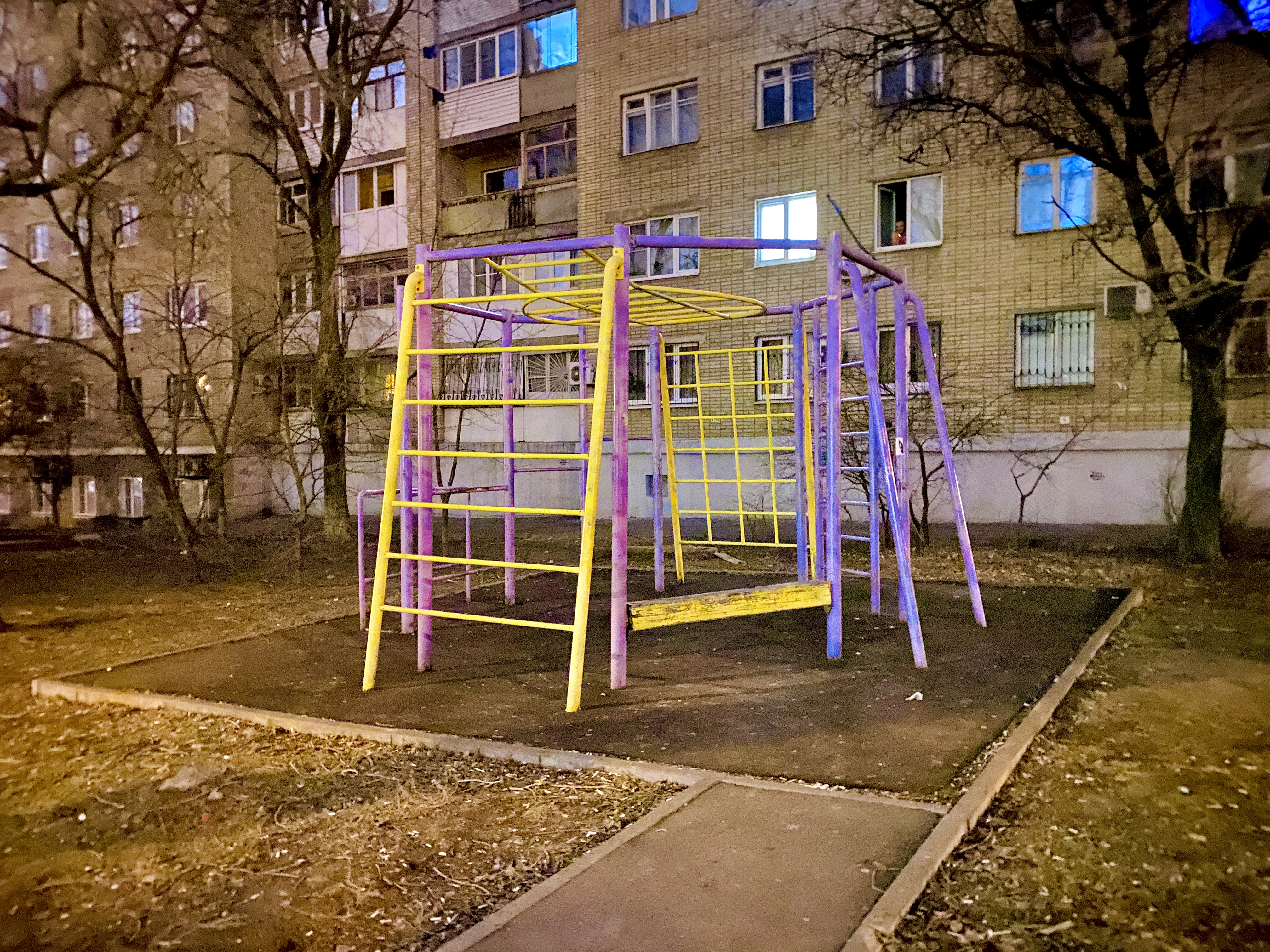
Спортивная площадка в Доломановском сквере

## История
Сквер был разбит вдоль квартала по Доломановскому переулку, позади 101-го дома, во время его строительства в 1975 году. На месте дома и сквера находилось пустое пространство между Новопоселенским районом и Темерницкий районом (ныне — Ленинский). Это пространство активно застраивалось в первой половине 20-го века, а после войны постепенно слилось с центром города. Неподалёку от 101-го дома, построенного в 1975 году, есть административное здание с датой постройки на фасаде — 1971 год.

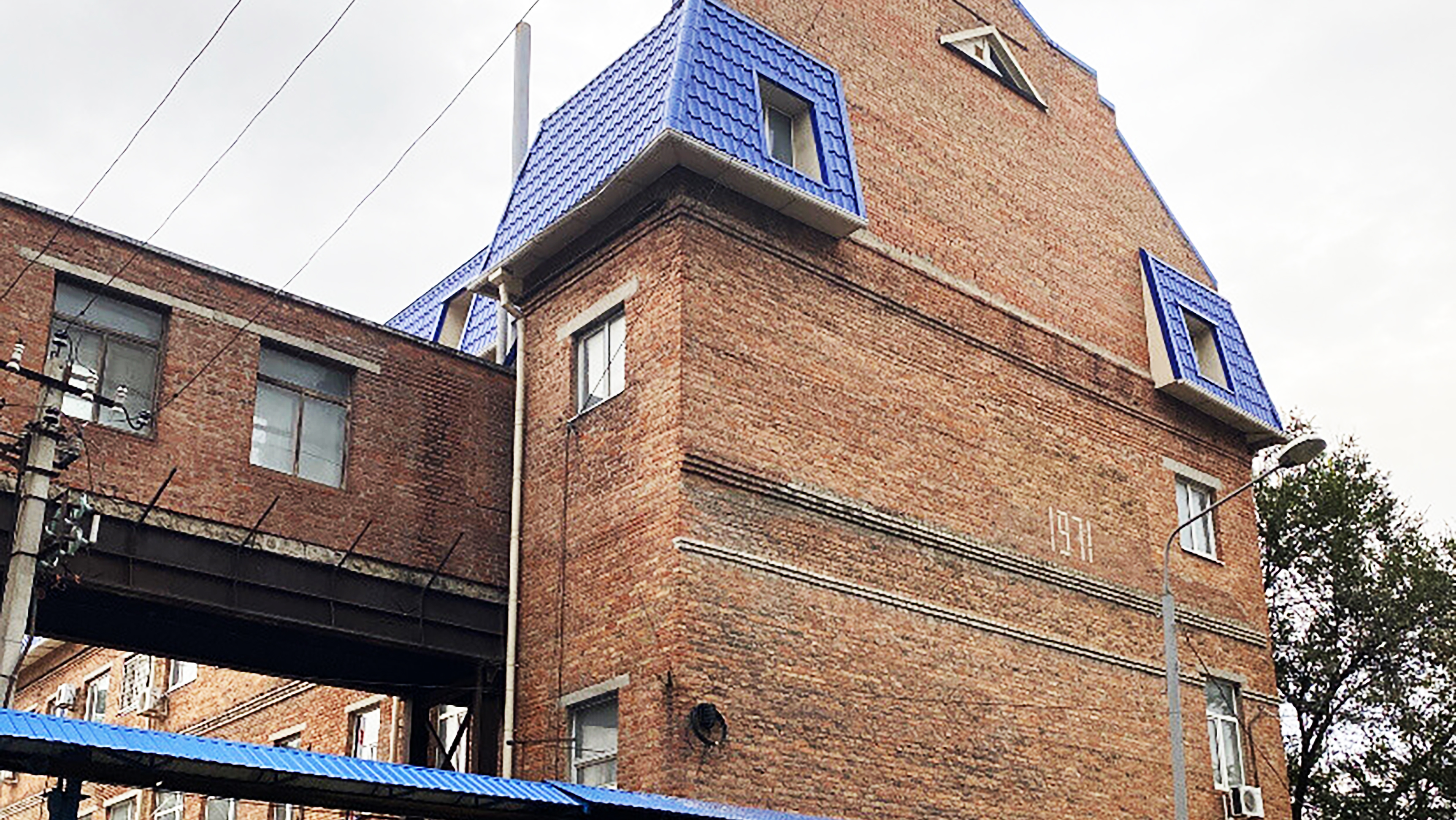
Административное здание напротив Доломановского сквера

Несколько лет назад в сквере положили асфальт и оборудовали турники и брусья для занятия спортом в виде комплексной спортивной площадки. Такие же типовые комплексы размещены по всей территории частного сектора Ленинского района Ростова-на-Дону.